# 2014年ハンガリー議会選挙
2014年ハンガリー議会選挙（2014ねんハンガリーぎかいせんきょ）は、中欧地域に位置するハンガリーの立法府である国民議会を構成する議員を全面改選するために行われた選挙で、2014年4月6日に投票が行われた。

## 概要
国民議会の議員任期が満了したことに伴って実施された選挙である。2010年議会選挙の結果、オルバーン・ヴィクトルを首相として発足したフィデス＝ハンガリー市民同盟（以下、フィデス）政権に対する評価が問われた。2011年4月にハンガリー社会党（以下、社会党）など野党の強い反対を押し切って成立させたハンガリー基本法（憲法）下における初の総選挙でもあり、国民議会定数も386議席から199議席へと半減された。

## 選挙制度
2011年に選挙法が改正され、前述のとおり国民議会の定数が削減され、従来の小選挙区と地域比例代表及び全国比例代表による並立制から小選挙区と全国比例代表による並立制へとなった。また国外に居住するハンガリー系住民（二重国籍保持者）に対しても比例代表への投票権が与えられた。
- 選挙権・被選挙権：18歳以上
- 議員任期：4年（一定条件の下、大統領に解散権あり）
- 選挙制度：小選挙区比例代表並立制
- 議員定数：199議席（前回から187議席減）
  - 小選挙区：106議席
  - 比例代表：93議席
- 投票について

1. 国内に居住するハンガリー市民は、二票投票（小選挙区候補者と比例代表政党名簿）
2. 少数民族有権者（選挙人名簿に少数民族有権者と記載がある者）は、二票投票（小選挙区候補者と少数民族名簿）
3. 国外居住のハンガリー市民は、一票投票（比例代表政党名簿）

- 比例代表の阻止条項：あり（全国で有効投票の5%以上獲得。複数政党による政党連合の場合は、2政党で10%以上、3党以上で15%以上）
- 少数民族条項：あり
- 重複立候補：可能
- 立候補要件
  - 小選挙区：選挙区内有権者1000名以上の推薦署名
  - 比例代表：27箇所以上の小選挙区に候補者を擁立
  - 少数民族名簿：少数民族自治体に候補を擁立、少数民族有権者の1%以上、最大1500人の推薦状。
- 議席配分方法

1. 小選挙区は最多得票を得た候補が当選。
2. 比例代表は、全国名簿に投じられた得票+小選挙区で落選候補に投じられた得票+当選候補の当選に不要な票（次点候補得票+1票）の合計で5%阻止条項をクリア（少数民族名簿で5%阻止条項を満たした名簿がある場合、得票から優先議席枠分の票を引いた得票を用いる）した政党名簿間でドント方式にて議席配分。
3. 少数民族名簿は、ヘア式当選基数（阻止条項クリアした政党名簿に投じられた得票総数+小選挙区における落選・当選候補それぞれの死票+少数民族名簿に投じられた得票総数の合計を比例議席数93で割った商）の四分の一以上を獲得した名簿に対して、比例代表1議席まで優先的に議席配分。

出典：議会選挙(一院制)-2014年から適用。中東欧・旧ソ連諸国の選挙データ（2014年4月20日閲覧）

## 主要政党
本選挙において候補者を擁立した主要政党について紹介する。
フィデス＝ハンガリー市民同盟・キリスト教民主人民党（FIDESZ-KDNP）
オルバーン政権与党。1988年に結成された青年民主同盟を前身とした中道右派政党であるFIDESZとKDNPによる政党連合。
団結2014
2014年1月、前政権与党であるハンガリー社会党（MSZP）とE2014・MP（「共に2014」・「ハンガリーのための対話」連合）、民主連合（DK）とハンガリー自由党（MLP）の中道左派野党によって結成された政党連合。
ヨッビク（JOBBIK）
正式名称は「よりよいハンガリーのための運動」、移民排斥や反ユダヤ主義を主張する極右政党。
新しい政治の形（LMP）
市民活動家が結成した環境保護政党。グローバルグリーンズ加盟。2013年2月、他政党との協力によるオルバーン政権打倒を目指す議員8名が離党。

## 選挙結果
選挙戦当初から優位が伝えられていたフィデス・KDNPの2党連合が前回選挙に引き続き圧勝、これによりフィデス初の2期連続政権が誕生した。オルバーン自身にとっては、1998年～2002年の第1次フィデス政権も含めて通算3期目の政権となる。
| 有権者数 | 8,047,769 |
| 投票者数 | 4,967,881 |
| 投票率   | 61.73%    |

“ORSZÁGGYŰLÉSI KÉPVISELŐK VÁLASZTÁSA 2014. április. 6 Tájékoztató adatok 19:00 óráig megjelentek számáról és arányáról”.   全国選挙管理事務所. 2014年4月20日閲覧。
|                                                                   | 当選者数 | 当選者数 | 当選者数 | 当選者数 | 得票数    | 得票率 |
| 小選挙区                                                          | 比例代表 | 合計     | %        |          | 得票数    | 得票率 |
| ----------------------------------------------------------------- | -------- | -------- | -------- | -------- | --------- | ------ |
| フィデス＝ハンガリー市民同盟・キリスト教民主人民党（FIDESZ-KDNP） | 96       | 37       | 133      | 66.83%   | 2,264,780 | 44.87% |
| 団結2014（MSZP-E2014・MP-DK-MLP）                                 | 10       | 28       | 38       | 19.10%   | 1,290,806 | 25.57% |
| ヨッビク（JOBBIK）                                                |          | 23       | 23       | 11.56%   | 1,020,476 | 20.22% |
| 新しい政治の形（LMP）                                             |          | 5        | 5        | 2.51%    | 269,414   | 5.34%  |
| 合計                                                              | 106      | 93       | 199      | 100.00%  |           |        |

出典：“Eredmények”.   全国選挙管理事務所. 2014年4月20日閲覧。
政権交代を目指して結成された中道左派連合は小選挙区においてはブダペストを中心に10議席の獲得に留まり、比例代表でもフィデスに大差をつけられて敗北した。ヨッビクは比例では中道左派連合に迫る得票を得たものの、フィデスと中道左派連合に次ぐ第三党に留まった。中道左派政党との共闘を拒否して単独で選挙に挑んだLMPは阻止条項をわずかに上回って議席確保に成功した。